# فرنسيسكو كوريا سانشيز
فرنسيسكو كوريا سانشيز (بالإسبانية: Francisco Correa Sánchez)‏ هو شخصية أعمال إسباني، ولد في 31 أكتوبر 1955 في الدار البيضاء في المغرب.